# Banchus mexicanus
Banchus mexicanus är en stekelart som beskrevs av Cameron 1886. Banchus mexicanus ingår i släktet Banchus och familjen brokparasitsteklar. Inga underarter finns listade.